# YouDem
YouDem è stato un servizio di web TV e social TV del Partito Democratico.

## Storia
È stato il primo canale televisivo di parte fondato da un partito politico italiano.
YouDem TV nasce il 14 ottobre 2008 come canale satellitare, espressione del Partito Democratico, ispirato alla filosofia del web 2.0 di partecipazione attiva degli utenti. È visibile sul web www.youdem.tv e negli smartphone.
A causa dei numerosi accessi, la pagina web, il giorno stesso del lancio, non era facilmente accessibile; tuttavia il problema fu risolto in tempi rapidi.
Sulla frequenza satellitare (DVB-S, FTA, Hot Bird 8, 11.541 MHz), che veniva memorizzata sul canale 808 di Sky Italia, YouDem Tv ha cessato le trasmissioni il 10 ottobre 2012 ed è rimasta disponibile solo attraverso le tecnologie diverse dal tradizionale mezzo televisivo e su YouTube.
Dal 29 gennaio 2014 Filippo Sensi sostituisce Chiara Geloni alla direzione di YouDem TV.
Con il ritorno del giornale l'Unità, nasce Unità TV che prende il posto di YouDem.

## Antecedenti
Se la formula di social television interattiva legata ad un partito politico è innovativa nel quadro italiano, si muove, tuttavia nel filone pensato dal legislatore come televisione comunitaria, svincolata dalle logiche sia della televisione servizio pubblico dello Stato, sia da quella della televisione commerciale dettata dal profitto. Rispetto allo schema previsto dalla legge Mammì è intervenuto, nel frattempo uno sviluppo tecnologico che permette una vera interattività. In questo modo è possibile raccogliere molte istanze della sinistra che si erano espresse nelle Telestreet e nelle micro-web TV.
Il progetto è stato elaborato con il concorso di Paolo Gentiloni che svolgeva precedentemente il ruolo di ministro delle comunicazioni durante il Governo Prodi II.

## Le critiche
L'iniziativa di YouDem oltre ai consensi, ha suscitato molte critiche. La formula di social television, ma legata ad un partito, ha suscitato la reazione di Claudio Caprara, direttore di Nessuno TV che ha difeso, invece la formula di una web TV come espressione giornalistica indipendente dagli organi di partito.
Il Corriere della Sera, invece,  ha sottolineato come l'iniziativa del segretario del partito vedeva in posizione sostanzialmente di rivale Massimo D'Alema che preferiva puntare su una Web TV, più aderente allo schema di un classico canale televisivo privato, in fondo lo schema di TV comunitaria della legge Mammì.

## Le imitazioni della formula
La bassa soglia di ingresso delle web Tv, ha fatto sì che l'esperienza di YouDem abbia trovato pronta imitazione. Ha iniziato il Partito dei Comunisti Italiani con un proprio canale.